# بسکتبال در المپیک تابستانی ۱۹۹۶
بسکتبال در بازی‌های المپیک تابستانی ۱۹۹۶ نام رویداد ورزش بسکتبال در بازی‌های المپیک تابستانی بود که در سال ۱۹۹۶ برگزار شد.

## جدول مدال‌ها
| رتبه                        | مردان               | مردان | مردان | مردان | زنان                | زنان | زنان | زنان |
| رتبه                        | تیم                 | بازی  | برد   | باخت  | تیم                 | بازی | برد  | باخت |
| --------------------------- | ------------------- | ----- | ----- | ----- | ------------------- | ---- | ---- | ---- |
| 1                           | ایالات متحده آمریکا | ۸     | ۸     | ۰     | ایالات متحده آمریکا | ۸    | ۸    | ۰    |
| 2                           | یوگسلاوی            | ۸     | ۷     | ۱     | برزیل               | ۸    | ۷    | ۱    |
| 3                           | لیتوانی             | ۸     | ۵     | ۳     | استرالیا            | ۸    | ۵    | ۳    |
| ۴                           | استرالیا            | ۸     | ۵     | ۳     | اوکراین             | ۸    | ۴    | ۴    |
| حذف شده‌ها در یک چهارم نهایی |                     |       |       |       |                     |      |      |      |
| ۵                           | یونان               | ۸     | ۵     | ۳     | روسیه               | ۸    | ۶    | ۲    |
| ۶                           | برزیل               | ۸     | ۳     | ۵     | کوبا                | ۸    | ۳    | ۵    |
| ۷                           | کرواسی              | ۸     | ۴     | ۴     | ژاپن                | ۸    | ۳    | ۵    |
| ۸                           | چین                 | ۸     | ۲     | ۶     | ایتالیا             | ۸    | ۳    | ۵    |
| رده بندی مکان نهم           |                     |       |       |       |                     |      |      |      |
| ۹                           | آرژانتین            | ۷     | ۴     | ۳     | چین                 | ۷    | ۳    | ۴    |
| ۱۰                          | پورتوریکو           | ۷     | ۲     | ۵     | کرهٔ جنوبی           | ۷    | ۳    | ۴    |
| رده بندی مکان یازدهم        |                     |       |       |       |                     |      |      |      |
| ۱۱                          | آنگولا              | ۷     | ۱     | ۶     | کانادا              | ۷    | ۱    | ۶    |
| ۱۲                          | کرهٔ جنوبی           | ۷     | ۰     | ۷     | زئیر                | ۷    | ۰    | ۷    |